# 博阿勒
博阿勒（法語：Bohal，法語發音：[bɔ.al]）是法国莫尔比昂省的一个市镇，属于瓦讷区。

## 地理
博阿勒（47°46'53"N, 2°26'14"W）面积8.45 平方千米，位于法国布列塔尼大區莫尔比昂省，该省份为法国西北部沿海省份，位于布列塔尼半岛南部，北起阿摩尔滨海省、西接菲尼斯泰尔省，南濒大西洋，东南接大西洋卢瓦尔省，东临伊勒-维莱讷省。
与博阿勒接壤的市镇（或旧市镇、城区）包括：圣马塞尔、普勒卡德克、莫拉克、圣吉约马尔、塞朗。

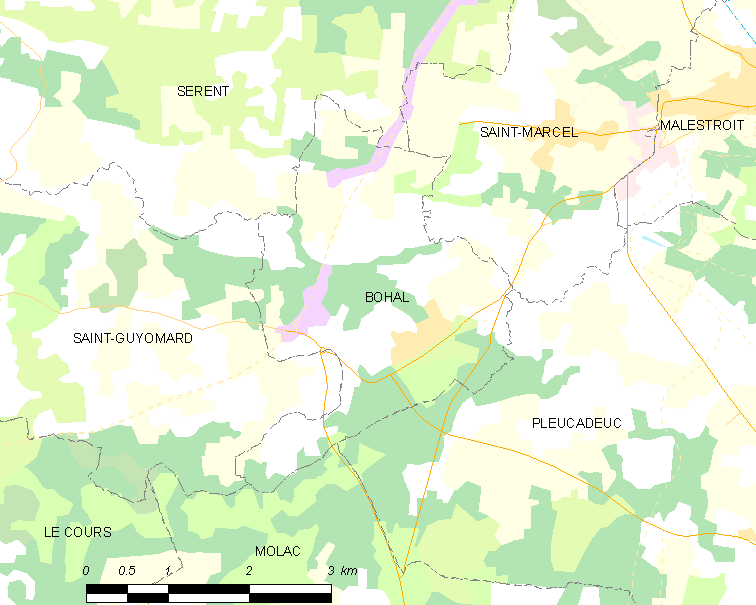
博阿勒的OSM定位图

博阿勒的时区为UTC+01:00、UTC+02:00（夏令时）。

## 行政
博阿勒的邮政编码为56140，INSEE市镇编码为56020。

## 政治
博阿勒所属的省级选区为莫雷阿克县。

## 人口

1962-2008年间博阿勒人口变化图示

博阿勒于2022年1月1日时的人口数量为862人。